# Joseph Rykwert
Joseph Rykwert (Varsovia, 5 de abril de 1926-Londres, 18 de octubre de 2024) fue un arquitecto británico, profesor emérito de la Cátedra Paul Philippe Cret en la Universidad de Pensilvania. Considerado uno de los más destacados historiadores de la arquitectura de su generación, ha pasado la mayor parte de su vida laboral en el Reino Unido y América. Autor de obras muy influyentes sobre arquitectura, incluyendo La Idea de una Ciudad (1963), La Casa de Adán en el Paraíso (1972), La Columna que Baila (1996) y La Seducción de un Lugar (2000). Todos sus libros han sido traducidos en varias lenguas.

## Biografía
Hijo de Elizabeth Melup y Szymon Rykwert, nació en Varsovia en 1926 y se trasladó a Inglaterra en 1939, en vísperas de la Segunda Guerra Mundial. Se educó en la Escuela Charterhouse, además de la Escuela Bartlett de Arquitectura (University College de Londres) y la Asociación Arquitectónica de Londres. Sus primeros puestos académicos fueron de instructor en la Escuela Hammersmith de Artes y Oficios y posteriormente en la Escuela de Diseño de Ulm a partir de 1958, y luego como bibliotecario y tutor en la Universidad Real de Arte desde 1961 hasta 1967, donde obtuvo su doctorado. Fue designado Catedrático de Arte en la recién creada Universidad de Essex, puesto que mantuvo de 1967 a 1980, cuando se trasladó a Cambridge, primero para ostentar la Cátedra Slade en Bellas Artes y luego como docente en arquitectura. Continuó su influyente programa de maestría, impartido junto al crítico de arquitectura Dalibor Vesely. En 1988, fue designado como profesor de la Cátedra Paul Philippe Cret de Arquitectura en la Universidad de Pensilvania, un cargo que mantuvo hasta 1998 para posteriormente ser nombrado profesor emérito.
Ha dado conferencias y enseñado arquitectura en todo el mundo, como también ha sido profesor visitante en Princeton, en la Cooper Union de Nueva York, en la Escuela de Posgrado de Diseño de Harvard, en la Universidad de Sídney, de Lovaina, en el Instituto de Urbanismo de París, en la Universidad Centroeuropea y otros: en 1998-99 fue profesor visitante de la Academia Británica en la Universidad de Bath. Ha tenido becas de alto nivel en el Centro para Estudios Avanzados en Artes Visuales de Washington y en el Centro Getty para la Historia del Arte y las Humanidades. En 1984, fue designado Caballero de la Orden de las Artes y las Letras. Obtuvo doctorados honoris causa de la Universidad de Edimburgo (1995), la Universidad de Córdoba en Argentina (1998), la Universidad de Bath (2000), de Toronto (2005), Roma (2005) y Trieste (2007), y fue miembro de Academia de San Lucas italiana y la Academia Polaca. En 2000 le concedieron el premio Bruno Zevi de historia arquitectónica en la Bienal de Venecia, y en 2009 la medalla de oro de Bellas Artes de Madrid. Ha sido el presidente del Consejo Internacional de Críticos Arquitectónicos (CICA) desde 1996, y recibió la Real Medalla de Oro del Real Instituto de Arquitectos Británicos (RIBA) en 2014.
Fue designado Comandante de la Orden del Imperio Británico (CBE) en 2014 por sus servicios a la arquitectura.